# Greg Graffin
Gregory Walter Graffin, conosciuto come Greg Graffin (Racine, 6 novembre 1964), è un cantante, paleontologo e biologo statunitense, cofondatore della storica band punk rock Bad Religion.

## Biografia
Nato nel 1964 nel Wisconsin, a 16 anni si trasferisce nella valle di San Fernando, in California. È qui che nel 1979 fonda i Bad Religion con il chitarrista Brett Gurewitz, coautore assieme a lui della maggior parte dei brani della band. Oltre a 17 dischi con i Bad Religion, Greg Graffin ha pubblicato tre album solisti, senza abbandonare i suoi studi di scienza, teologia, biologia.
Quando non è in tour, svolge l'attività di professore di biologia presso l'UCLA e inoltre è un paleontologo e insegna paleontologia alla Cornell University di Ithaca nello Stato di New York. Il 18 maggio 2011 il paleontologo Jingmai O'Connor ha scoperto un uccello primitivo risalente al Cretacico superiore (Aptiano) e l'ha chiamato Qiliania graffini in onore di Graffin. Graffin è un fervente evoluzionista e ha sempre ammirato Charles Darwin.

## Pubblicazioni
Nel 2006 lo storico Preston Jones, della John Brown University in Arkansas pubblica il libro Is Belief in God Good, Bad or Irrelevant? A Professor and Punk Rocker Discuss Science, Religion, Naturalism & Christianity, dove raccoglie lo scambio di email avute con Graffin nell'anno precedente. Nel 2010 ha pubblicato assieme a Steve Olson il libro Anarchy Evolution - Faith, Science, and Bad Religion in a World Without God, e nel 2015 il libro Population Wars.

## Discografia (da solista)
Per tutte le collaborazioni con i Bad Religion, vedi la discografia dei Bad Religion
- 1997 - American Lesion
- 2006 - Cold as the Clay
- 2017 - Millport